# Mnium fissum
Mnium fissum là một loài rêu trong họ Calypogeiaceae. Loài này được L. mô tả khoa học đầu tiên năm 1753.